# Domenico da Monticchiello
Domenico da Monticchiello (... – XIV secolo) è stato un letterato e dottore in legge italiano.
Abbracciò insieme alla moglie madonna Antonia l'Ordine dei Gesuati, seguendo e aiutando il beato Giovanni Colombini di Siena. Dietro suo consiglio, vedendo le invocazioni e l'amore dimostrato per Gesù, volle tradurre in lingua italiana l'opera del certosino Ludolfo di Sassonia Vita Christi in due volumi, una delle prime biografie di Gesù, sulla scorta delle testimonianze evangeliche.